# Las Mercedes (Entre Ríos)
Las Mercedes é uma junta de governo da província de Entre Ríos, na Argentina.